# Farshad Noor
Farshad Noor (Best, 2 oktober 1994) is een in Nederland geboren Afghaans voetballer afkomst die als middenvelder speelt.

## Carrière
Noor begon met voetballen bij Wilhelmina Boys. Vandaaruit werd hij in 2004 opgenomen in de jeugdopleiding van PSV. Hij tekende op 14 februari 2013 zijn eerste jeugdcontract bij PSV, onder toezicht van zijn familie en technisch-directeur Marcel Brands. Noor kreeg bij Jong PSV het rugnummer 10 toegekend voor het seizoen 2013/2014. Hij maakte op 3 augustus 2013 zijn debuut in het betaald voetbal. Hij speelde die dag een competitiewedstrijd met Jong PSV tegen Sparta Rotterdam, in de Eerste divisie. Hij speelde uiteindelijk 67 wedstrijden voor Jong PSV.
Noor tekende in augustus 2015 een contract tot medio 2016 bij Roda JC, dat in het voorgaande seizoen naar de Eredivisie promoveerde. In zijn verbintenis werd een optie voor nog een seizoen opgenomen. Roda JC lijfde hem transfervrij in nadat zijn contract bij PSV afliep. Noor maakte hiermee dezelfde overstap als trainer Darije Kalezić, onder wie hij tot 2015 ook speelde bij Jong PSV. Op 8 augustus 2015 maakte Noor zijn debuut voor Roda JC, in een competitiewedstrijd tegen Heracles Almelo. Noor speelde als rechtermiddenvelder de volledige wedstrijd mee.
Noor debuteerde op 23 maart 2017 in het Afghaans voetbalelftal, in een oefeninterland tegen Singapore (2-1) die in Qatar gespeeld werd.